# Santuario shintoista di San Marino
Il santuario di San Marino (サンマリノ神社?, San Marino Jinja) è un santuario shintoista (jinja) situato presso l'agriturismo Podere Lesignano di Serravalle nella Repubblica di San Marino.
Il 5 giugno 2018 la Repubblica di San Marino ha emesso due francobolli del valore di due euro dedicati al San Marino Jinja.

## Storia

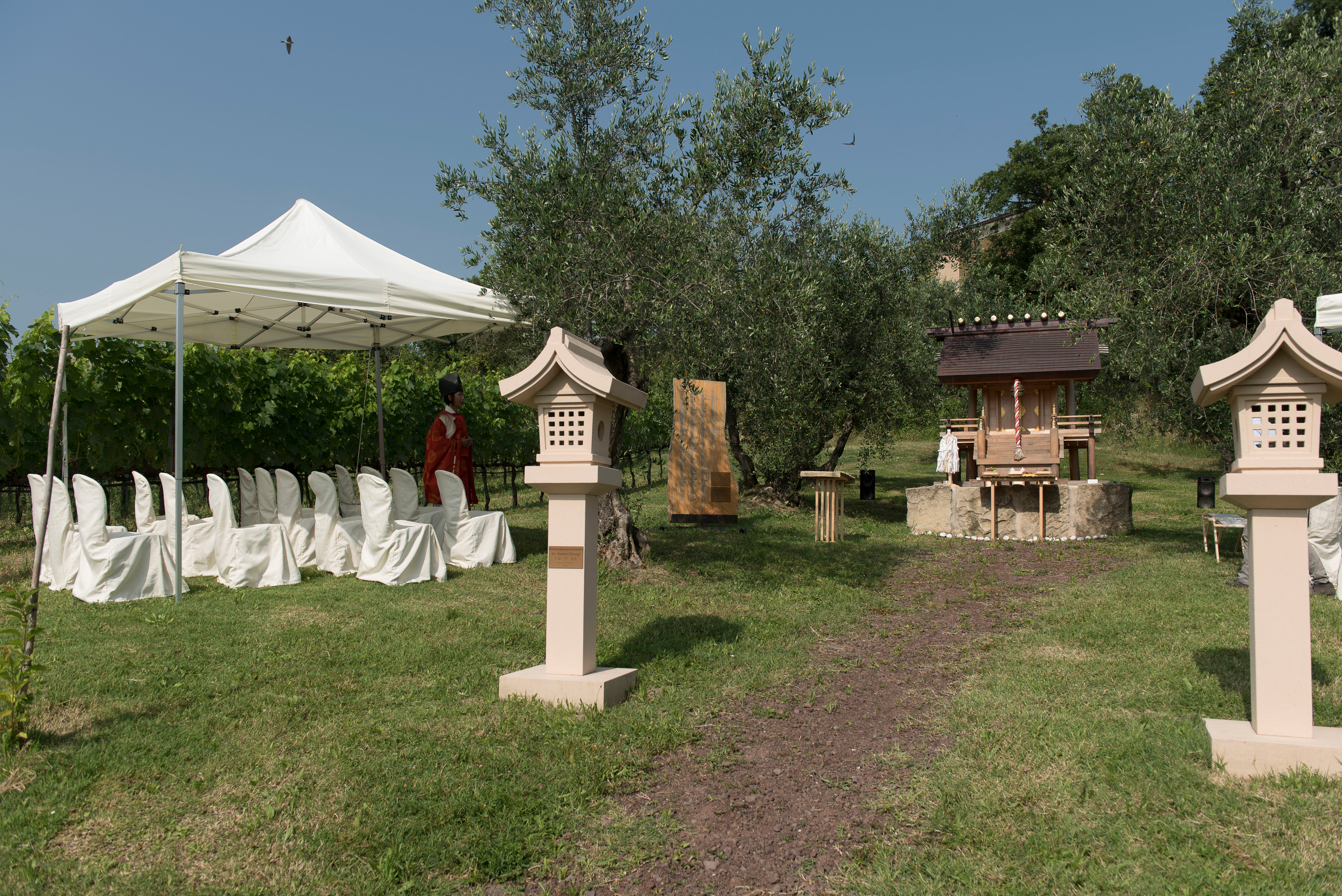
Il santuario di San Marino con i tōrō (lanterne di pietra) al suo ingresso.

Il progetto del santuario di San Marino nasce dalla volontà del professor Hideaki Kase (cugino di Yoko Ono) presidente dell'associazione JSFS (Japan San Marino Friendship Society) e del professor Manlio Cadelo Ambasciatore della Repubblica di San Marino in Giappone, per far conoscere la filosofia pacifista di questa religione e per commemorare le oltre 29.000 vittime causate dal devastante terremoto e maremoto del Tōhoku del 2011, che colpì il nord-est del Giappone .
Il tempio di San Marino è stato inaugurato il 21 giugno 2014, alla presenza di 150 personalità tra cui il presidente dell'Associazione dei santuari shintoisti e di Yoko Kishi, madre dell'ex primo ministro del Giappone Shinzō Abe e figlia di un altro ex primo ministro, Nobusuke Kishi.
È il primo santuario ufficiale in Europa, riconosciuto dall'Associazione dei santuari shintoisti (Jinja Honcho), mentre nei Paesi Bassi è stato creato privatamente nel 1981 il Yamakage Shinto Holland Saigu, un kamidana (altare shinto domestico).
Dal 2019 vi possono essere celebrati matrimoni riconosciuti dall'ufficio di Stato Civile della Repubblica di San Marino, quindi validi in tutto il mondo.

## Architettura
Il santuario di San Marino è costituito da un piccolo monumento a base quadrata con lato di 2,5 metri e realizzato in Giappone con legno di cedro. Nel tempio sono inoltre presenti un torii (portale), una coppia di tōrō (lanterne) e un piccolo temizuya (fonte per le abluzioni), tutti elementi assai frequenti nell'architettura shintoista.
Il monumento riprende lo stile architettonico del santuario di Ise, il più importante santuario del Giappone nonché santuario dell'imperatore, la cui costruzione incominciò nel VII secolo.
Parti del santuario di San Marino sono state realizzate utilizzando addirittura legno proveniente dal santuario di Ise. Il santuario è stato costruito in Giappone, in seguito smontato, trasportato via mare fino all'Italia e infine condotto nella Repubblica del Titano, dove è stato riassemblato dagli architetti giapponesi, su una base costituita dalla tipica pietra arenaria di San Marino.
Il tempio è circondato da numerosi filari di vite. Il paesaggio mediterraneo che circonda il santuario lo rende unico nel suo genere giacché si tratta di un accostamento inusuale. 

## Kami
Il santuario di San Marino è consacrato al kami Amaterasu che nel culto shinto impersonifica la divinità del Sole, fonte primaria per la vita sulla Terra.
Nella mitologia giapponese Amaterasu è la prima e più importante tra le divinità shintoiste, in quanto secondo la tradizione essa è la creatrice dell'arcipelago del Sol Levante e antenata degli imperatori nipponici. Difatti il leggendario Jimmu, primo imperatore del Giappone, è considerato un diretto pronipote della dea Amaterasu.

## Custode

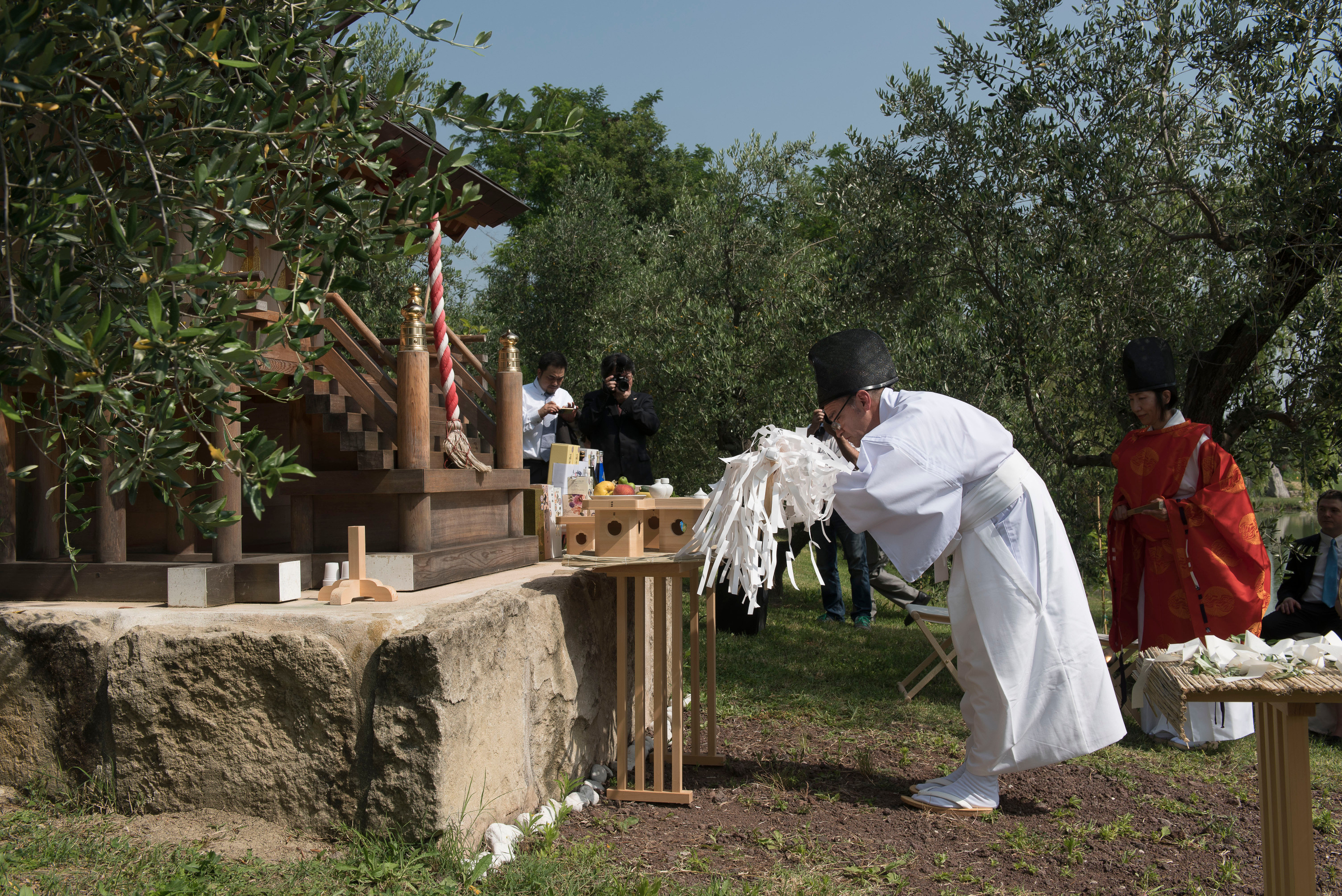
Il gūji Francesco Brigante durante una cerimonia al santuario di San Marino nel dicembre 2016.

Custode del primo santuario shintoista in Europa è il gūji Francesco Brigante, nominato ufficialmente dal Jinja Honcho nel 2013 e insignito dell'onorificenza del Bushidō.